# Piercamillo Davigo
Piercamillo Davigo (Candia Lomellina, 20 ottobre 1950) è un ex magistrato e saggista italiano, ex presidente della II sezione penale presso la Corte suprema di cassazione ed ex membro togato del Consiglio Superiore della Magistratura (CSM) .

## Biografia
Dopo essersi laureato in giurisprudenza all'Università degli Studi di Genova, è entrato in magistratura nel 1978. È laureato anche in scienze politiche. Ha iniziato la sua carriera come giudice presso il tribunale di Vigevano; poi dal 1981 è divenuto sostituto procuratore della Repubblica presso il tribunale di Milano, dove si è occupato prevalentemente di reati finanziari, societari e contro la pubblica amministrazione, nonché importanti inchieste sul crimine organizzato e sul riciclaggio di denaro sporco condotte insieme al collega Francesco Di Maggio: le più importanti, quella sulla mafia dei "colletti bianchi", che si occupava di reinvestire sul mercato milanese i profitti della droga, e quella scaturita dalle dichiarazioni del boss Angelo Epaminonda, che sgominarono il clan dei catanesi operante a Milano e portarono ad un maxi-processo con 122 imputati.
In questo contesto ha fatto parte, nei primi anni novanta, del pool Mani pulite, insieme ai colleghi Antonio Di Pietro, Francesco Saverio Borrelli, Gerardo D'Ambrosio, Ilda Boccassini, Gherardo Colombo, Francesco Greco, Tiziana Parenti e Armando Spataro. È stato eletto nel parlamentino dell'Associazione nazionale magistrati (ANM), in quota alla corrente "Magistratura indipendente". Successivamente è divenuto consigliere della corte d'appello di Milano. Ricopre il ruolo di consigliere alla Corte suprema di cassazione, II sezione penale, dal 28 giugno 2005.
Nei primi anni duemila, Davigo e altri colleghi del pool Mani pulite sono stati oggetto di procedimenti penali da parte della procura della Repubblica di Brescia, per uno spettro di reati che spaziava dall'abuso d'ufficio a reati eversivi contro l'ordinamento costituzionale. La più grave di queste accuse fu quella di attentato agli organi costituzionali che fu archiviata dopo due anni, non appena l'allora ministro dell'interno Maroni chiarì che il primo governo Berlusconi era caduto «non per il processo ma perché la Lega aveva ritirato l'appoggio».
Ha scritto vari libri, di taglio prevalentemente scientifico-giuridico. Fra i testi di divulgazione, si ricordano in particolare La Giubba del Re - Intervista sulla corruzione, scritto in collaborazione con Davide Pinardi, La corruzione in Italia - Percezione sociale e controllo penale, scritto a quattro mani con Grazia Mannozzi e Processo all'italiana con Leo Sisti. Nel 2012 è stato insignito del Premio Giovenale.
Nel febbraio 2015 insieme con un gruppo di magistrati esce da Magistratura Indipendente e fonda l'associazione Autonomia e Indipendenza che lo elegge presidente. Il 9 aprile 2016 viene eletto presidente dell'Associazione nazionale magistrati, per la durata di un anno, fino al 1º aprile 2017. Il 30 maggio 2016 è stato nominato presidente di sezione presso la Corte suprema di cassazione con 18 voti favorevoli dal plenum del Consiglio superiore della magistratura (CSM). Nel luglio 2017 lascia la giunta di ANM in polemica sulle modalità di scelta degli incarichi direttivi dei magistrati.
Nel luglio 2018 viene eletto membro del CSM per la componente dei magistrati con funzioni di legittimità, con 2 522 voti su 9 102 aventi diritto. Il 21 ottobre 2020 l'ex pm di Mani Pulite va in pensione, visto il compimento dei 70 anni di età (una legge approvata durante il governo Renzi aveva anticipato il limite per la permanenza in magistratura); decade inoltre dall'incarico di consigliere del CSM, poiché, secondo la maggioranza del plenum, la perdita sopravvenuta della qualità di magistrato sarebbe incompatibile con la carica di consigliere togato. Davigo ricorre alla giustizia amministrativa, che declina la giurisdizione e rimette la controversia al giudice ordinario.

## Procedimenti giudiziari
Nel luglio 2021 è indagato dalla procura della Repubblica di Brescia per il reato di rivelazione di segreto d'ufficio. L'accusa è relativa a verbali d'interrogatori di persone indagate coperti da segreto istruttorio e consegnatigli informalmente nell'aprile 2020, quando Davigo era consigliere del Consiglio Superiore della Magistratura (CSM), da parte del pubblico ministero di Milano Paolo Storari. Dal canto suo Davigo ha replicato che Storari gli aveva "segnalato una situazione critica e dato il materiale necessario per farmi un'opinione". Il 17 febbraio 2022 è stato rinviato a giudizio con l'imputazione di rivelazione di segreto d'ufficio. Il 20 giugno 2023 viene condannato dal tribunale di Brescia a un anno e tre mesi di reclusione, previo riconoscimento delle circostanze attenuanti generiche, e al risarcimento di euro 20.000 in favore dell'allora suo collega Sebastiano Ardita, che si era costituito parte civile nel processo a suo carico. Il 7 marzo 2024 la condanna viene confermata in appello. Il 5 dicembre successivo la Cassazione 
ha confermato la condanna di Davigo per la prima parte del capo d'imputazione, condanna divenuta definitiva e ha disposto di rifare il processo di appello per la seconda parte, Davigo era stato condannato a 15 mesi di carcere per rivelazione di segreto d'ufficio. Davigo era stato ritenuto colpevole di aver fatto circolare nella primavera del 2020 all'interno del Consiglio superiore della magistratura (CSM, l'organo di autogoverno della magistratura, di cui Davigo faceva parte) alcuni verbali segreti relativi a quello conosciuto come “caso Amara”, dal nome dell'avvocato Piero Amara, per anni consulente legale di Eni.
Nei verbali Amara faceva riferimento a una presunta organizzazione segreta chiamata “Ungheria” in grado di condizionare la vita politica e giudiziaria del paese. I verbali contenevano accuse non confermate contro importanti esponenti del mondo politico e giudiziario: Davigo li aveva ottenuti, secondo le ricostruzioni processuali, dal pubblico ministero milanese Paolo Storari, insoddisfatto di come i procuratori Francesco Greco e Laura Pedio stessero trattando il caso. La Cassazione ha confermato la condanna per la prima parte del capo d'imputazione condanna che è quindi diventata definitiva. La stessa sentenza ha disposto il rinvio in appello per l'accusa più grave, quella relativa al passaggio dei verbali ad alcuni membri del Consiglio superiore della magistratura.

## Opere
- D. Pinardi (a cura di), La giubba del re. Intervista sulla corruzione, Collana Saggi tascabili n.222, Roma-Bari, Laterza, 1998-2004, ISBN 978-88-42-05567-9.
- P. Davigo-Grazia Mannozzi, La corruzione in Italia. Percezione sociale e controllo penale, Collana Libri del tempo n.407, Roma-Bari, Laterza, 2007, ISBN 978-88-42-08386-3.
- P. Davigo-Leo Sisti, Processo all'italiana, Collana I Robinson. Letture, Roma-Bari, Laterza, 2012, ISBN 978-88-42-09904-8.
- Gherardo Colombo-P. Davigo, La tua giustizia non è la mia. Dialogo fra due magistrati in perenne disaccordo, Collana Le spade n.43, Milano, Longanesi, 2016, ISBN 978-88-30-44660-1.
- Il sistema della corruzione, Collana I Robinson, Roma-Bari, Laterza, 2017, ISBN 978-88-58-12672-1.
- Sebastiano Ardita-P. Davigo, Giustizialisti. Così la politica lega le mani alla magistratura, Prefazione di Marco Travaglio, Roma, Paper First, 2017, ISBN 978-88-99-78410-2.
- "In Italia violare la legge conviene". Vero!, Collana Idòla, Roma-Bari, Laterza, 2018, ISBN 978-88-5812-790-2.
- L'occasione mancata. Mani pulite trent'anni dopo, Roma-Bari, Laterza, 2021, ISBN 978-8858145395.

## Filmografia
- 1992, regia di Giuseppe Gagliardi - serie TV con Natalino Balasso nei panni di Piercamillo Davigo (2015)